# سیمچان
سیمچان (به لاتین: Seymchan River) یک رود در روسیه است که در استان ماگادان واقع شده‌است.